# Oumar Camara
Oumar Camara (ur. 19 sierpnia 1992 w Montivilliers) – mauretański piłkarz grający na pozycji lewoskrzydłowego. Od 2021 jest zawodnikiem klubu Beroe Stara Zagora.

## Kariera klubowa
Swoją karierę piłkarską Camara rozpoczął w klubie Le Havre AC. W sezonie 2011/2012 grał w jego rezerwach. W sezonie 2012/2013 był piłkarzem piątoligowego La Vitréenne FC, a w sezonie 2013/2014 grał w piątoligowym FC Chartres. Z kolei w sezonie 2014/2015 był zawodnikiem innego klubu z piątej ligi, ESM Gonfreville.
W 2015 roku Camara przeszedł do trzecioligowego US Orléans. Swój debiut w nim zanotował 5 września 2015 w zremisowanym 2:2 domowym meczu z Amiens SC. W sezonie 2015/2016 awansował z nim do Ligue 2.
Latem 2016 Camara został wypożyczony do trzecioligowego klubu CA Bastia. Swój debitu w nim zaliczył 5 sierpnia 2016 w zwycięskim 3:2 domowym meczu z Athlético Marseille. W CA Bastia grał przez rok.
Jesienią 2017 Camara ponownie grał w US Orléans, a w styczniu 2018 wypożyczono go do trzecioligowego Lyon La Duchère. Zadebiutował w nim 2 lutego 2018 w przegranym 1:3 wyjazdowym spotkaniu z SO Cholet. W klubie tym spędził pół roku.
W sierpniu 2018 Camara przeszedł do greckiego Panioniosu. Swój debiut w nim zanotował 26 sierpnia 2018 w zremisowanym 2:2 domowym meczu z OFI 1925. W Panioniosie grał przez dwa sezony.
Latem 2020 Camara wrócił do Francji i został piłkarzem trzecioligowego FC Sète. Swój debiut w nim zaliczył 18 grudnia 2020 w przegranym 0:2 wyjazdowym meczu z US Orléans. W FC Sète spędził rok.
W lipcu 2021 Camara został zawodnikiem Beroe Stara Zagora. Zadebiutował w nim 7 sierpnia 2021 w przegranym 0:2 domowym spotkaniu z Czerno More Warna.
| Sezon   | Klub            | Kraj    | Rozgrywki            | Mecze | Gole |
| ------- | --------------- | ------- | -------------------- | ----- | ---- |
| 2011/12 | Le Havre AC B   | Francja | CFA                  | 4     | 0    |
| 2012/13 | La Vitréenne FC | Francja | CFA 2                | 4     | 0    |
| 2013/14 | FC Chartres     | Francja | CFA 2                | 5     | 0    |
| 2014/15 | ESM Gonfreville | Francja | CFA 2                | 18    | 2    |
| 2015/16 | US Orléans      | Francja | Championnat National | 3     | 0    |
| 2016/17 | CA Bastia       | Francja | Championnat National | 28    | 4    |
| 2017/18 | US Orléans      | Francja | Ligue 2              | 7     | 0    |
| 2017/18 | Lyon La Duchère | Francja | Championnat National | 9     | 2    |
| 2018/19 | Panionios GSS   | Grecja  | Superleague Ellada   | 16    | 1    |
| 2019/20 | Panionios GSS   | Grecja  | Superleague Ellada   | 12    | 0    |
| 2020/21 | FC Sète         | Francja | Championnat National | 9     | 3    |

## Kariera reprezentacyjna
W reprezentacji Mauretanii Camara zadebiutował 11 czerwca 2021 w wygranym 1:0 towarzyskim meczu z Liberią, rozegranym w Tunisie. W 2022 roku został powołany do kadry na Puchar Narodów Afryki 2021. Na tym turnieju nie rozegrał żadnego meczu.